# 實證陳述
在經濟學及哲學上，實證陳述是關於過去、現在或未來事實的陳述，當中不包含應該與否的價值判斷。實證陳述是可試驗的，或至少可通過想像的事實來反證，但在事實上可以是錯誤的。例如，「月球是綠乳酪做的」是錯誤的，但仍是實證陳述，因為它關乎是與非，而非應該與否。與實證陳述相對的是包含價值判斷的規範陳述。